# Tomaž Knafelj
Tomaž Knafelj (* 11. April 1972 in Jesenice) ist ein ehemaliger slowenischer Snowboarder.

## Werdegang
Knafelj, der für den ASK Kranjska Gora startete, nahm erstmals im November 1996 in Tignes am Snowboard-Weltcup der FIS teil, wobei er den 55. Platz im Parallelslalom und den 52. Platz im Riesenslalom errang. Bei den Snowboard-Weltmeisterschaften 1997 in Innichen belegte er den 45. Platz im Slalom sowie den 34. Rang im Parallelslalom und bei den Snowboard-Weltmeisterschaften 1999 in Berchtesgaden den 63. Platz im Riesenslalom, den 34. Rang im Parallelslalom sowie den 15. Platz im Parallel-Riesenslalom. Im März 1999 erreichte er mit Platz sechs im Parallel-Riesenslalom in Olang seine erste Top-Zehn-Platzierung im Weltcup. In der Saison 2000/01 kam er im Weltcup fünfmal unter die ersten zehn. Dabei errang er mit Platz vier im Parallel-Riesenslalom in Ischgl seine beste Platzierung im Weltcup und zum Saisonende mit dem 17. Platz im Gesamtweltcup sowie den sechsten Platz im Riesenslalom-Weltcup seine besten Gesamtergebnisse. Beim Saisonhöhepunkt, den Snowboard-Weltmeisterschaften 2001 in Madonna di Campiglio, fuhr er auf den 16. Platz im Parallelslalom und auf den zehnten Rang im Parallel-Riesenslalom. 
In der folgenden Saison wurde Knafelj mit zwei Top-Zehn-Platzierungen Zehnter im Riesenslalom-Weltcup und errang im Februar 2002 in Salt Lake City bei seiner ersten Teilnahme an Olympischen Winterspielen den 25. Platz im Parallel-Riesenslalom. In den folgenden Jahren belegte er bei den Snowboard-Weltmeisterschaften 2003 am Kreischberg den 41. Platz im Parallelslalom sowie den 27. Rang im Parallel-Riesenslalom und bei den Snowboard-Weltmeisterschaften 2005 in Whistler den 55. Platz im Parallel-Riesenslalom sowie den 34. Rang im Parallelslalom. In der Saison 2005/06 absolvierte er in Nendaz seinen 147. und damit letzten Weltcup bei der FIS, welchen er auf dem 40. Platz im Parallelslalom beendete und kam bei den Olympischen Winterspielen 2006 in Turin auf den 26. Platz im Parallel-Riesenslalom.

## Teilnahmen an Weltmeisterschaften und Olympischen Winterspielen

### Olympische Winterspiele
- 2002 Salt Lake City: 25. Platz Parallel-Riesenslalom
- 2006 Turin: 26. Platz Parallel-Riesenslalom

### Snowboard-Weltmeisterschaften
- 1997 Innichen: 34. Platz Parallelslalom, 45. Platz Slalom
- 1999 Berchtesgaden: 15. Platz Parallel-Riesenslalom, 34. Platz Parallelslalom, 63. Platz Riesenslalom
- 2001 Madonna di Campiglio: 10. Platz Riesenslalom, 16. Platz Parallelslalom
- 2003 Kreischberg: 27. Platz Parallel-Riesenslalom, 41. Platz Parallelslalom
- 2005 Whistler: 34. Platz Parallelslalom, 55. Platz Parallel-Riesenslalom

## Weltcup-Gesamtplatzierungen
| Saison    | Gesamt | Gesamt | Riesenslalom | Riesenslalom | Parallel | Parallel | Parallel-Riesenslalom | Parallel-Riesenslalom | Parallelslalom | Parallelslalom |
| Saison    | Punkte | Platz  | Punkte       | Platz        | Punkte   | Platz    | Punkte                | Platz                 | Punkte         | Platz          |
| --------- | ------ | ------ | ------------ | ------------ | -------- | -------- | --------------------- | --------------------- | -------------- | -------------- |
| 1996/97   | 1      | 127.   | -            | -            | -        | -        | -                     | -                     | -              | -              |
| 1997/98   | 82     | 107.   | -            | -            | -        | -        | -                     | -                     | -              | -              |
| 1998/99   | 158    | 60.    | -            | -            | -        | -        | -                     | -                     | -              | -              |
| 1999/2000 | 101    | 77.    | -            | -            | 148      | 52.      | 148                   | 52.                   | -              | -              |
| 2000/01   | 455    | 17.    | 1330         | 6.           | -        | -        | -                     | -                     | 1461           | 25.            |
| 2001/02   | -      | -      | 260          | 10.          | -        | -        | 1546                  | 24.                   | 97             | 56.            |
| 2002/03   | -      | -      | -            | -            | 1018     | 31.      | -                     | -                     | -              | -              |
| 2003/04   | -      | -      | -            | -            | 1316     | 28.      | -                     | -                     | -              | -              |
| 2004/05   | -      | -      | -            | -            | 822      | 33.      | -                     | -                     | -              | -              |
| 2005/06   | 130    | 213.   | -            | -            | 131      | 52.      | -                     | -                     | -              | -              |